# The Sorrows of Satan
The Sorrows of Satan is een Amerikaanse dramafilm uit 1926 onder regie van D.W. Griffith. Het scenario is gebaseerd op de gelijknamige roman uit 1895 van de Britse auteur Marie Corelli. De film werd destijds in Nederland uitgebracht onder de titel Smarten van Satan.

## Verhaal
De jonge auteur Geoffrey Tempest heeft een oogje op Mavis Claire, die in een pension woont en ook schrijfster wil worden. Hij is arm en kan daarom niet trouwen met zijn geliefde. Hij is zo kwaad dat hij God vervloekt. Niet lang daarna maakt hij kennis met prins Lucio de Rimanez, een elegante, wereldse heer.

## Rolverdeling
| Acteur           | Personage              |
| ---------------- | ---------------------- |
| Adolphe Menjou   | Prins Lucio de Rimanez |
| Ricardo Cortez   | Geoffrey Tempest       |
| Carol Dempster   | Mavis Claire           |
| Lya De Putti     | Prinses Olga Godovsky  |
| Ivan Lebedeff    | Amiel                  |
| Marcia Harris    | Huisbazin              |
| Lawrence D'Orsay | Lord Elton             |
| Nellie Savage    | Danseres               |
| Dorothy Hughes   | Vriendin van Mavis     |
| Josephine Dunn   |                        |
| Dorothy Nourse   |                        |
| Jean Fenwick     |                        |